# 179 Klytaemnestra
A 179 Klytaemnestra a Naprendszer kisbolygóövében található aszteroida. James Craig Watson fedezte fel 1877. november 11-én.